# Hermann Rüdisühli

Seeuferlandschaft mit Schäfer und Schafherde

Hermann Rüdisühli (vollst. Name Traugott Hermann Rüdisühli; * 10. Juni 1864 in Lenzburg, Schweiz; † 27. Januar 1944 in München) war ein Schweizer Maler. Er gehört der Künstlerfamilie Rüdisühli an.

## Biografie
Hermann Rüdisühli studierte von 1883 bis 1887 an der Akademie Karlsruhe bei Ferdinand Keller und Karl Brünner. Zwischen 1888 und 1898 leitete er Malschulen in Stuttgart und Basel. Im Jahr 1898 siedelte er nach München über. Rüdisühli erzielte anfänglich in München mit seinen Gemälden vor allem in adeligen Kreisen grosse Erfolge. Er lebte zuletzt in grosser Armut und starb, nachdem durch einen Bombenangriff seine Wohnung und sein Atelier zerstört worden waren, durch Suizid.
Rüdisühli malte Landschaften, Porträts und Allegorien. Sein Werk umfasst mythologische und heroische Bilder. Er wurde durch Arnold Böcklin beeinflusst. Sein Gesamtwerk umfasst über 1000 Gemälde.

## Rezeption
Größter Bewunderer und Sammler seiner Werke ist Johannes Neckermann, Sohn des Versandkaufmanns und Dressurreiters Josef Neckermann. Der in den USA lebende Neckermann sammelt seit über 25 Jahren die Bilder der Künstlerfamilie Rüdisühli.
Das amerikanische Yager Museum in Oneonta, NY, präsentierte die Sammlung im Jahr 2001. Erstmals seit 105 Jahren zeigte eine Ausstellung dabei Gemälde der ganzen Künstlerfamilie.

## Werke in Museen und öffentlichen Ausstellungen
- 2001/2002 Yager Museum, Oneonta, NY, U.S.A